# 油蜡树科
油蜡树科也叫旱霸王科、旱黄杨科、荷荷巴科（由墨西哥的西班牙语]]名称jojoba音译而来的）和直接由拉丁名音译的希蒙得木科，只有1属—油蜡树属（Simmondsia）1种—油蜡树（Simmondsia chinensis (Link) C. K. Schneid. ），原生于北美洲干旱地带，种加名chinensis是命名者错误地将缩写“Calif”当成“China”造成的，实际在中国并没有原生种。目前在云南有引进种。
油蜡树是一种常绿灌木，1-2米高，单叶，对生，全缘，叶长2-4厘米，宽1.5-3 厘米，厚革质，无托叶；花两性，雌雄异株，雄花小，聚成头状，雌花单生，均无花瓣，花萼4-6；果实为蒴果，1-2厘米长，种子可提取透明而呈浅黄色的液体蜡，含量约达54％，可提炼出高级精密机械润滑油。
1981年的克朗奎斯特分类法将其列入大戟目，1998年根据基因亲缘关系分类的APG 分类法将其放在石竹目中。